# Wouldn't It Be Good
Wouldn't It Be Good è un singolo del cantautore britannico Nik Kershaw, pubblicato il 21 gennaio 1984 come secondo estratto dal suo primo album in studio Human Racing. Il singolo presenta come B-side la canzone Monkey Business, non inclusa nell'album.
Il brano ha avuto grande successo in tutto il mondo scalando anche le classifiche italiane. Proprio sulla scia di questo successo, Nik Kershaw avrebbe pubblicato di lì a poco una riedizione del suo precedente singolo, I Won't Let the Sun Go Down on Me.

## Videoclip
Il videoclip ufficiale del brano, diretto da Storm Thorgerson, mostra Kershaw nei panni di un extraterrestre che visita la Terra e osserva le persone intorno a lui, ma alla fine capisce che non è stata una buona idea e decide di tornare sul suo pianeta. Le scene, per le quali è stata utilizzata la tecnologia chroma key, sono state girate in un hotel di Londra e al Mullard Radio Astronomy Observatory nei pressi di Cambridge.

## Cover
- La cantante tedesca Juliane Werding realizza una cover in tedesco nel 1984.
- Il cantante statunitense Danny Hutton Hitters, nel 1986.
- Il gruppo musicale belga Soulwax, nel 1999.
- Il gruppo musicale italiano Taglia 42 nel 2000, per il singolo Settimo Cielo.
- Il gruppo musicale tedesco Cascada, nel 2006, inclusa nell'album Everytime We Touch.
- Il gruppo musicale britannico Placebo nel 2009, per il singolo For What It's Worth.